# Davor Ivo Stier
Davor Ivo Stier, född 6 januari 1975 i Buenos Aires i Argentina, är en kroatisk politiker (HDZ). Åren 2013–2016 tjänade han som kroatisk parlamentsledamot vid Europaparlamentet. Under perioden 19 oktober 2016 till 19 juni 2017 var han Kroatiens utrikesminister och ställföreträdande premiärminister i regeringen Andrej Plenković. 